# Chaves - Um Tributo Musical
Chaves - Um Tributo Musical é uma peça do teatro musical brasileiro que estreou em 23 de agosto de 2019, no Teatro Opus, em São Paulo. Foi a primeira adaptação oficial dos personagens do seriado Chaves para o teatro, autorizada pelo Grupo Chespirito, que detém os direitos intelectuais e de licenciamento dos personagens de Roberto Gómez Bolaños.
O espetáculo, escrito pela roteirista Fernanda Maia, apresenta uma história inédita inspirada no universo de Chespirito, como Bolaños era conhecido. A peça apresenta o "palhacéu", ou o "Céu dos Palhaços". Roberto Gómez Bolaños está na fila da imigração, mas a equipe comandada pelo palhaço Benjamin não acredita que ele seja um palhaço. Para provar, Bolaños consegue voltar à Terra e apresenta a vila do Chaves e seus personagens.
A peça teve grande sucesso de público e crítica, sendo assistida por mais de 35 mil espectadores na primeira temporada, entre agosto e novembro de 2019. Em janeiro de 2020, o musical retornou ao Teatro Opus, para uma segunda temporada. Em 2021, o espetáculo conquistou cinco troféus no Prêmio Bibi Ferreira, incluindo melhor musical brasileiro.

## Enredo
No "Palhacéu", ou "Céu dos Palhaços", um grupo de palhaços composto por Benjamin, Tufo, Paçoquinha e Wladimir von Clown comandam a fila da imigração, fazendo testes para saber se os candidatos a ingressar no céu são mesmo palhaços. Após os exitosos testes com os palhaços Tatuzinho e Patinete, Roberto Gómez Bolaños chega ao local, para espanto da trupe.
Sem roupa ou nariz de palhaço, eles não acreditam que Chespirito era mesmo um palhaço. Buscando a todo custo provar seu ponto, Bolaños consegue autorização para voltar à Terra, com o auxílio dos palhaços Dr. Zambeta e seu assistente Formiga, onde ele apresenta a vila do Chaves e seus personagens.
Chespirito, Zambeta e Formiga, então, observam um dia na vila e a interação entre Chaves, Quico, Chiquinha, Seu Madruga e outros personagens daquele universo.

## Elenco
| Personagem          | Ator/Atriz            | Ator/Atriz            | Interpretado na série original por |
| Personagem          | 1ª temporada          | 2ª temporada          | Interpretado na série original por |
| ------------------- | --------------------- | --------------------- | ---------------------------------- |
| Chaves              | Mateus Ribeiro        | Mateus Ribeiro        | Roberto Gómez Bolaños              |
| Chiquinha           | Carol Costa           | Larissa Landim        | Maria Antonieta de las Nieves      |
| Quico               | Diego Velloso         | Gustavo Wabner        | Carlos Villagrán                   |
| Seu Madruga         | André Pottes          | André Pottes          | Ramón Valdés                       |
| Dona Clotilde       | Andrezza Massei       | Erika Altimeyer       | Angelines Fernández                |
| Dona Florinda       | Maria Clara Manesco   | Maria Clara Manesco   | Florinda Meza                      |
| Pópis               | Maria Clara Manesco   | Maria Clara Manesco   | Florinda Meza                      |
| Professor Girafales | Patrick Amstalden     | Daniel Guisard        | Rubén Aguirre                      |
| Senhor Barriga      | Ettore Verissimo      | Guilherme Gila        | Edgar Vivar                        |
| Nhonho              | Ettore Verissimo      | Guilherme Gila        | Edgar Vivar                        |
| Chespirito          | Fabiano Augusto Pinto | Fabiano Augusto Pinto | –                                  |
| Benjamim            | Milton Filho          | Dennis Pinheiro       | –                                  |
| Godinez             | Lucas Drummond        | Davi Tápias           | Horácio Gómez                      |
| Palhaço Tatuzinho   | Lucas Drummond        | Davi Tápias           | –                                  |
| Palhaça Patinete    | Larissa Landim        | Laura Sciulli         | –                                  |
| Palhaça Paçoquinha  | Nay Fernandes         | Bel Barros            | –                                  |
| Palhaço Dr. Zambeta | Dante Paccola         | Dante Paccola         | –                                  |
| Palhaço Tufo        | Davi Novaes           | Gabriel Ebling        | –                                  |
| Palhaço Formiga     | Marcelo Vasquez       | Marco Azevedo         | –                                  |
| Palhaço Wladimir    | Thiago Carreira       | Thiago Carreira       | –                                  |

## Ficha técnica
- Produção geral: Adriana del Claro
- Direção geral: Zé Henrique de Paula
- Texto, direção musical e canções originais: Fernanda Maia
- Preparação de elenco: Inês Aranha
- Assistência de direção musical, regência e preparação vocal: Rafa Miranda
- Coreografia: Gabriel Malo, com assistência de Bia Freitas
- Figurino e visagismo: Fábio Namatame, com assistência de Dhiego Durso
- Design de luz: Fran Barros
- Cenografia: Eron Reigota e Bruno Anselmo, com assistência de João Paulo Oliveira
- Cenografia do foyer: Cesar Costa
- Músicos: Cesar Roversi (flauta, clarinete e saxofone), Ivan de Andrade (clarinete e saxofone), Leo Versolato (baixo), Lucas Brogiolo (Bateria e percussão), Renato Oliveira (violão e guitarra) e Rafa Miranda (piano e regência)

## Antecedentes
Até 2019, a única experiência de Chaves no teatro foi o Show do Chaves Animado, espetáculo mexicano que fez apresentações em São Paulo em 2011 e 2012. Nessa peça, os atores apareciam como os personagens animados e com dublagem, contando uma história baseada na série animada.
A produtora Adriana del Claro começou a conceber a ideia de um musical do Chaves logo após o espetáculo baseado na novela Carrossel. "Há alguns anos estrou atrás do 'Chaves'. Fiz 'Carrossel' com o SBT e me abriu portas, e 'Natasha, Pierre e o Grande Cometa de 1812' selou. Viram que era uma produção muito bacana", disse.
"A ideia é trazer coisas de Bolaños e do universo 'Chaves' que nunca ninguém viu. Vamos fazer um tributo. Quero homenagear 'Chaves' como o Chaplin latino", explicou a produtora ao portal UOL.

## Desenvolvimento
Para conceber a história, Adriana repetiu a parceria de "Grande Cometa" com o diretor Zé Henrique de Paula e a roteirista Fernanda Maia. Ao todo, a equipe do musical reuniu 50 profissionais diretos e 120 indiretos na produção, envolvendo figurino, maquiagem, criativo, produção técnica, som e luz.
Além de prestar uma homenagem a Roberto Gómez Bolaños, o musical também apresenta um episódio inédito do Chaves, escrito pela roteirista. "Estudei muito as relações [entre os personagens], assisti, anotei, fiz mapas para pensar no episódio. Ele [Bolaños] trabalha muito com comédia de engano e não pode ter furo no roteiro. Musical é extremamente técnico, mas nesse caso vai ter que parecer muito espontâneo", disse.
O texto passou pelo crivo do Grupo Chespirito, detentor dos direitos da série, produzida entre 1973 e 1980 pela Televisa, no México. O diretor mexicano Heriberto Lopez de Anda, assistente de Roberto Gómez Bolaños no Programa Chespirito, assistiu a um ensaio do musical e disse que a história parecia ter sido criada por Bolaños.
O musical teve ainda a consultoria do Fórum Chaves, principal comunidade de fãs da série no país, que contribuiu com informações históricas, pesquisas e sugestões para o roteiro, figurino e cenários. "Focamos no fã e na fidelidade a essa arte, porque é uma riqueza todo esse trabalho que o Bolaños fez como criador", ressaltou Adriana.

### Participação da Chiquinha
Um dos diferenciais da obra foi a participação inédita da Chiquinha em um produto oficial do Grupo Chespirito. Desde os anos 2000, a personagem é de propriedade da atriz Maria Antonieta de las Nieves, após uma longa disputa judicial com Roberto Gómez Bolaños, o que deixou a Chiquinha de fora do Chaves Animado e de produtos licenciados.
Em acordo com o Grupo Chespirito e com Maria Antonieta, a produção do musical teve o aval para incluir a personagem na peça. "Criamos uma defesa muito bem feita com a nossa parte criativa para mostrar que uma personagem tão icônica como a Chiquinha tinha que ter. Como a gente iria explicar para os fãs, para a imprensa, cadê a Chiquinha? Defendemos com muito carinho e muito respeito a todas as diferenças que sabemos que eles têm. Entenderam e toparam. Conversamos com ela, explicamos todos os detalhes e fechamos contrato", explica Adriana del Claro.

### Homenagem a Benjamin de Oliveira
Para trazer uma brasilidade ao musical, a roteirista Fernanda Maia prestou uma homenagem ao palhaço Benjamin de Oliveira, o primeiro palhaço negro do Brasil. Compositor, ator e cantor, o mineiro também idealizou o primeiro circo-teatro.
"Vivemos em um Brasil em que 54% da população é negra. Fernanda Maia, incrivelmente e inteligentemente, quis fazer essa homenagem, até para ter essa representatividade e essa brasilidade. Ela fala: 'Você é um pouco de Brasil dentro desse espetáculo'", disse o ator Milton Filho, intérprete de Benjamin.

### Música
O espetáculo traz algumas músicas bem conhecidas dos fãs, como "Aí vem o Chaves", da abertura exibida até hoje pelo SBT, e "Jovem Ainda", do episódio Uma aula de canto, de 1977. Há ainda seis músicas originais e uma versão musicada do poema "Florinda Meza García", escrito por Roberto Gómez Bolaños em homenagem a Florinda Meza.

### Exposição
Além do musical, o espetáculo contou com uma exposição sobre Roberto Gómez Bolaños no foyer do Teatro Opus. O espaço apresentou fotos inéditas do acervo do Grupo Chespirito e uma reprodução do escritório do comediante, com mesa, cadeira, máquina de escrever e cópias de roteiros originais da série.

## Recepção
Durante a primeira temporada, o musical teve 55 sessões e um público superior a 35 mil espectadores. Uma sessão especial para convidados, no dia 28 de agosto, teve a presença de Roberto Gómez Fernández, diretor do Grupo Chespirito e filho de Roberto Gómez Bolaños.
Após a apresentação, o produtor disse, emocionado, que aquele foi "um dos dias mais felizes da minha vida". Antes da estreia, em entrevista ao UOL, Fernández comentou que "sem dúvida, esta será a maior homenagem que já foi feita no Brasil. Meu pai estaria feliz. Nunca pôde se apresentar ao vivo no Brasil, e o musical será uma pequena prova do que poderia ter acontecido. Os fãs brasileiros são os mais efusivos de toda a América Latina".
O espetáculo teve recepção positiva dos críticos. Paulo Pacheco, no blog de Miguel Arcanjo Prado, deu quatro estrelas ao musical, disse que "assistir a Chaves - Um Tributo Musical vale pelo riso e pelas lágrimas. O espetáculo une as máscaras da tragédia e da comédia, clássicas do teatro grego e imortalizada no cinema por comediantes como Charlie Chaplin, um dos ídolos de Bolaños".
Tatiana Cavalcanti, escrevendo para o F5, comentou que o musical "emociona os fãs mais sensíveis e até mesmo quem não acha tanta graça assim em bordões como 'isso, isso, isso' e 'foi sem querer querendo'". Na Veja SP, Dirceu Alves avalia que "mesmo que [Mateus] Ribeiro e [Fabiano] Augusto sejam destaques naturais, o elenco homogêneo fortalece o bem-sucedido resultado, que, é óbvio, arranca risadas, mas, principalmente, se destaca pelo caráter comovente".

## Turnê Cancelada
Em 2020, era esperado que o musical viajasse pelo Brasil. A turnê iria começar em março de 2020, pelo Nordeste do país, com apresentações em Fortaleza (nos dias 14 e 15 de março) e em Recife (nos dias 28 e 29 de março). Mas, no mesmo mês, a pandemia de COVID-19 começou, fazendo com que essas apresentações fossem adiadas e posteriormente canceladas. Assim, por causa da pandemia, a turnê do musical não foi realizada.

## Premiações
Chaves - Um Tributo Musical recebeu mais de 50 indicações a prêmios. Conquistou três categorias no Prêmio Destaque Imprensa Digital: roteiro original (Fernanda Maia), ator coadjuvante (Diego Velloso) e atriz coadjuvante (Carol Costa).
No prêmio BroadwayWorld Brazil Awards 2019, foram 15 conquistas, incluindo melhor musical brasileiro, ator (Mateus Ribeiro), atriz (Carol Costa), elenco, direção (Zé Henrique de Paula) e coreografia (Gabriel Malo). A montagem recebeu ainda o prêmio de melhor espetáculo e de melhor direção no Prêmio do Humor 2020, idealizado por Fábio Porchat.
Em 2021, o musical conquistou cinco troféus no Prêmio Bibi Ferreira: melhor musical brasileiro, ator em musicais (Mateus Ribeiro), roteiro original (Fernanda Maia), atriz coadjuvante (Carol Costa) e ator coadjuvante (Diego Velloso) em musicais.